# Policarpo Paz García
Policarpo Juan Paz García (Goascorán, 7 de diciembre de 1932-Tegucigalpa, 16 de abril de 2000) fue Jefe de Estado en calidad de Presidente de la  Junta Militar de Gobierno desde el 8 de agosto de 1978 y luego nombrado por la Asamblea Constituyente como presidente provisional de la República de Honduras entre el 25 de julio de 1980 a 27 de enero de 1982.

## Biografía
Policarpo Paz García nació en la aldea La Arada, municipio de Goascorán, el 7 de diciembre de 1932, hijo del matrimonio entre el señor Eusebio Paz y la señora Elena García. Estuvo casado con Carlota Márquez de Paz García, con quien procreó 5 hijos: Alba Ahydeé, Sandra Elena, Policarpo, Óscar Alberto y Nilda Regina. 
Comandante de las tropas hondureñas integrantes de la Fuerza Interamericana de Paz en la República Dominicana en 1965, para restablecer el gobierno de Juan Bosch, fue luego comandante de Operaciones durante la guerra Honduras-El Salvador en julio de 1969. Fue ascendido a coronel. 
Por disposición del Consejo Superior de las Fuerzas Armadas de Honduras (COSUFFAAH) sustituyó a Juan Alberto Melgar en la Jefatura de las Fuerzas Armadas de Honduras en agosto de 1978. Es ascendido a General de Brigada. Integra la Junta Militar de Gobierno junto al coronel de aviación Domingo Álvarez Cruz y el teniente coronel de infantería Amílcar Zelaya Rodríguez, desde el 7 de agosto de 1978 hasta el 25 de julio de 1980. En febrero de 1980, realiza una visita diplomática al Consejo de las Américas en Nueva York, comprometiéndose a convocar a elecciones a una Asamblea Nacional Constituyente ese mismo año. Convoca a elecciones generales para la integración de una Asamblea Nacional Constituyente el día 20 de abril de 1980. Instalada la Asamblea Nacional Constituyente el 20 de julio de 1980 en Tegucigalpa, recibe un voto de reconocimiento de la Asamblea Constituyente y es depositario de la presidencia de la República el día 25 de julio de 1980. Firma el Tratado general de paz con El Salvador. En agosto de 1981, el mandatario realizó un viaje a Venezuela, en el cual logró una ayuda financiera de 156 millones para el financiamiento del proyecto hidroeléctrico El Cajón.
Convocado el pueblo hondureño a elecciones generales para el período 1982-1986, resulta triunfante la fórmula Presidencial del Partido Liberal el día 29 de noviembre de 1981. Preside los actos de juramentación de la nueva Constitución Política  el 21 de enero de 1982, mediante decreto número 131 del 11 de enero de 1982. Clausura  las sesiones de la Asamblea Nacional Constituyente el 20 de enero de 1982. Es ascendido a General de División. El día 27 de enero de 1982 hace entrega de la presidencia de la República al doctor Roberto Suazo Córdova en la ciudad de Tegucigalpa, en las instalaciones del estadio nacional. Es considerado como el baluarte de la democracia hondureña, ya que fue él quien promovió la transición a los gobiernos legalmente constituidos.

## Gabinete de gobierno constitucional 1980-1981
| Gabinete de Gobierno                        | Gabinete de Gobierno     | Gabinete de Gobierno |
| ------------------------------------------- | ------------------------ | -------------------- |
| Cargo                                       | Nombre                   | Período              |
|                                             |                          |                      |
| Presidente                                  | Policarpo Paz García     | 1980-1981            |
| Gobernación y Justicia                      | Óscar Mejía Arellano     | 1980–1981            |
| Relaciones Exteriores                       | Cesar Elvir Sierra       | 1980–1981            |
| Recursos Naturales                          | Rodrigo Castillo Aguilar | 1980–1981            |
| Educación Pública                           | Rafael Pineda Ponce      | 1980–1981            |
| Hacienda y Crédito Público                  | Valentín Mendoza         | 1978–1981            |
| Economía y Comercio                         | Rubén Mondragón          | 1980-1981            |
| Comunicaciones, Obras Públicas y Transporte | Mario Iván Casco         | 1980–1981            |
| Salud Pública y Previsión Social            | Juan Andonie Fernández   | 1980–1981            |
| Trabajo y Asistencia Social                 | Aristides Mejía          | 1980–1981            |
| Defensa y Seguridad Pública                 | Mario Flores Theresín    | 1980–1981            |
| Cultura, Turismo e Información              | Armando Álvarez Martínez | 1980-1981            |
| Consejo Superior de Planificación Económica | Efraín Reconco Murillo   | 1980–1981            |
| Instituto Nacional Agrario (INA)            | Edgardo Zúñiga Rodezno   | 1980–1981            |

## Fallecimiento
Desde entonces vivió dedicado a sus labores privadas en Tegucigalpa, M.D.C. hasta su deceso, ocurrido en esa ciudad el 16 de abril de 2000 a los 67 años de edad, a causa de una insuficiencia renal